# Silver Creek (dopływ Seneki)
Silver Creek – strumień w Stanach Zjednoczonych, w stanie Nowy Jork, w hrabstwie Seneca. Strumień jest jednym z dopływów rzeki Seneca. Wpływa do tejże w miejscowości Waterloo. Długość cieku nie została określona, natomiast powierzchnia zlewni wynosi 13,9 km².